# Александровка (Рогинский сельсовет)
Алекса́ндровка (бел. Аляксандраўка) — деревня в Рогинском сельсовете Буда-Кошелёвского района Гомельской области Беларуси.

## География
В 27 км на север от районного центра и железнодорожной станции Буда-Кошелёвская (на линии Жлобин — Гомель), 73 км от Гомеля.

## Транспортная сеть
Транспортные связи по просёлочной дороге, затем по шоссе Довск — Гомель.
Планировка состоит из двух коротких, параллельных широтных улиц, застроенных деревянными домами усадебного типа.

## История
Основана в начале XX века. В 1909 году — фольварк, в Меркуловичской волости Рогачёвского уезда Могилёвской губернии.
В 1920-е годы шло активное заселение бывших помещичьих земель переселенцами с соседних деревень. В 1925 году в Приборском сельсовете Городецкого района Бобруйского округа. В 1930 году жители деревни вступили в колхоз. Во время Великой Отечественной войны в деревне действовала подпольная группа (15 человек), которую возглавлял П. Я. Матюшков. В марте 1943 года группа сложила основу партизанского отряда во главе с П. Я. Матюшковым. В 1959 году в составе совхоза «Рогинь» (центр — деревня Рогинь).

## Население

### Численность
- 2018 год — 4 жителя.

### Динамика
- 1909 год — 1 двор, 5 жителей.
- 1925 год — 18 дворов.
- 1959 год — 152 жителя (согласно переписи).
- 2004 год — 13 хозяйств, 22 жителя.